# Kalotabikal
Kalotabikal (románul Bica) falu Romániában Kolozs megyében.

## Fekvése
Bánffyhunyadtól délkeletre, Gyerőmonostortól északnyugatra fekvő település.

## Története

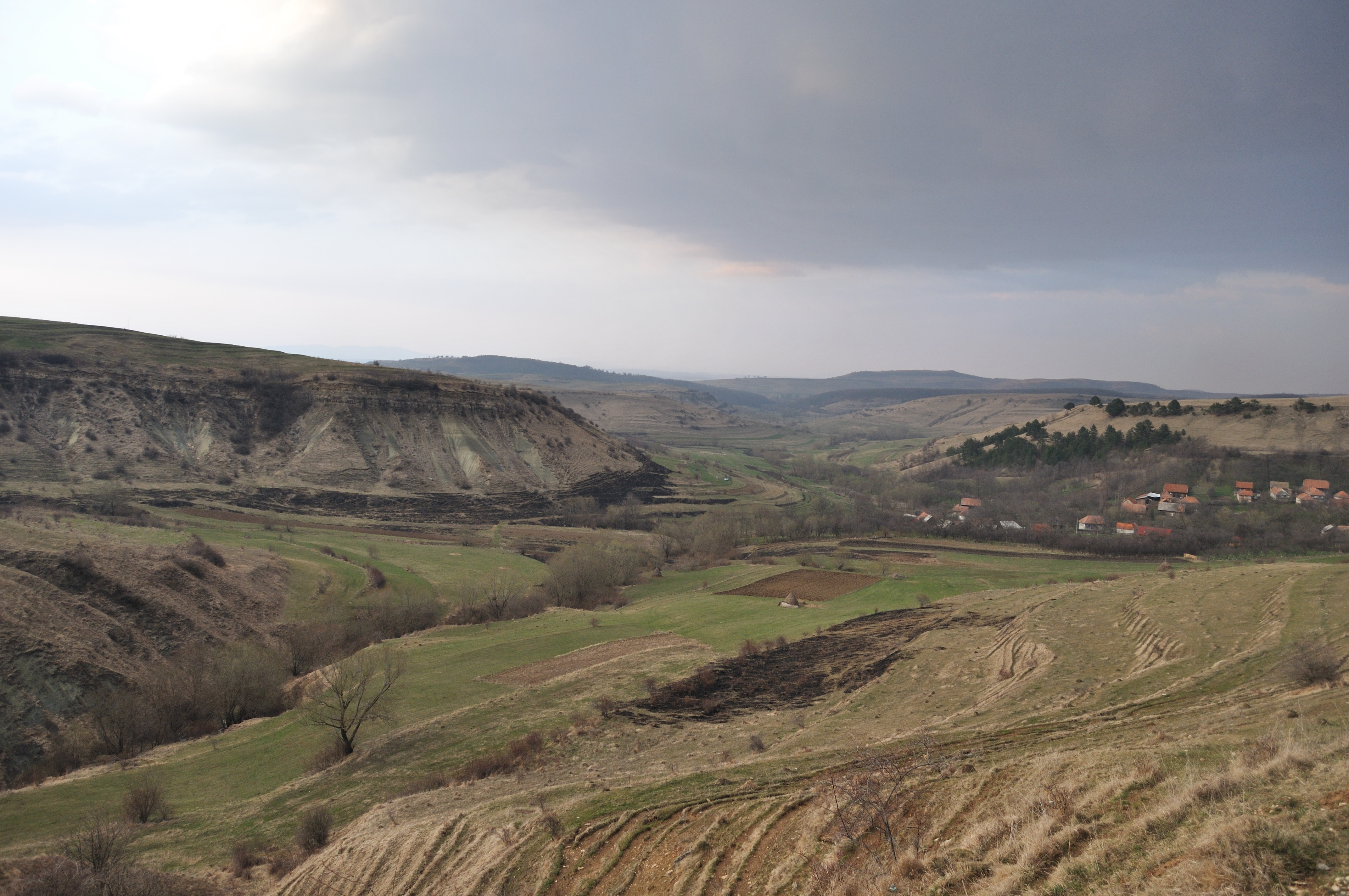
Kalotabikal látképe

Kalotabikal, Bikal nevét 1359-ben említette először oklevél p. Bykol néven. Későbbi névváltozatai: 1461-ben Bykal, 1478-ban, 1486-ban és 1494-ben p. Olah Bykal, 1839-ben Bikalat, 1873-ban Bigyika, 1850-ben Oláh Bikal, 1890-ben Oláh-Bikal, 1913-ban Kalotabikal, míg 1920-ban Bica română néven említették.
1495-ben Bikal birtokosai a Mikola-fiak, valamint a Krasznai Kis ~ Porkoláb, Dobszai családok voltak. 1578-ban Magyargyerőmonostori Ebeni Gábor újvári várnagy kapta meg a hűtlenné vált Kabos Farkas magyar- és oláhgyerőmonostori, bedecsi és oláhbikali birtokát.
A falu a trianoni békeszerződésig Kolozs vármegye Bánffyhunyadi járásához tartozott.

## Lakossága
Már 1850-ben is 450 lakosából csak 3 római katolikus magyar volt. 1992-es népszámlálási adatok szerint 120 román lakosa van, akik többsége ortodox vallású.

## Nevezetesség
- 18. századi ortodox fatemplom[2]